# Rush County (Indiana)
Rush County is een county in de Amerikaanse staat Indiana.
De county heeft een landoppervlakte van 1.057 km² en telt 18.261 inwoners (volkstelling 2000). De hoofdplaats is Rushville.

## Bevolkingsontwikkeling

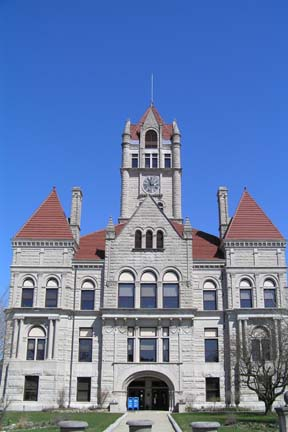
Rush County Courthouse